# جنادس
جِنَّادس أو جِنَّادة (الاسم العلمي Gennadas)، جنس حيوانات بحرية من الروبيان عشاريات الأرجل طوال الذيل وفصيلة الذلافيات. يوجد في خط عرض 61° جنوب في المحيط المتجمد الجنوبي.